# Julius von Roeck
Julius von Roeck (* 12. September 1818 in Mönchroth, Rot an der Rot; † 22. April 1884 in Memmingen) war Kunstmühlenbesitzer und in den Jahren 1865 bis 1884 Bürgermeister von Memmingen.

## Leben
Nach der Lehre zum Kaufmann bei der Tuchhandlung J. Christ. Plebst in Memmingen war er unter anderem in der Kattunfabrik Schelhorn tätig. Zusammen mit Philipp Hüetlin, einem Geschäftsreisenden der Kattunfabrik, gründete er die Hüetlin & Roeck Weizenmühle in Memmingen.
1846 heiratete er Sophie, geborene Zeller. Die Ehe blieb kinderlos.

### Politische Ämter
Der als „gemäßigt liberal“ geltende von Roeck wurde am 28. April 1848 im 7. Wahlkreis Schwaben in Memmingen, hinter dem als „linksliberal mit radikaler Tendenz“ geltenden Thomas Mayer, Landgerichtsassessor aus Ottobeuren, als erster Ersatzmann für die Volksvertretung der Frankfurter Nationalversammlung gewählt.
Im Herbst 1848 wird von Roeck in das Kollegium der Gemeindebevollmächtigten gewählt. Ab 1854 war von Roeck Vorstand dieses Kollegiums.
Von Roeck war um das Jahr 1860 maßgeblich an den Bemühungen um die Illertalbahn beteiligt.
Am 26. Mai 1865 wurde von Roeck von den Gemeindebevollmächtigten zum Bürgermeister gewählt. Dies blieb er bis zu seinem Tod 1884.
Mit der Wahl von Roecks zum Bürgermeister war die Ära der konservativ patrizischen Bürgermeister zu Ende. Ein Zeichen für den Zeitenwandel in der städtischen Politik ist die erste öffentliche Arbeitsbeschaffungsmaßnahme der Stadt unter von Roeck. In der Folge des Krieges 1866 mussten zwei Fabriken schließen, eine weitere verringerte ihre Arbeit. Zudem wurden geplante Neubauten zum Teil unterlassen, zum Teil auch unterbrochen. So fiel für viele Lohnarbeiter, Bauhandwerker und Fabrikarbeiter der regelmäßige Sommerlohn aus. Durch die Arbeitsbeschaffungsmaßnahme, es wurde der Kemptner Graben im Süden aufgefüllt, für die die Stadt einen Kredit aufnehmen musste, kamen die Arbeitslosen gut über den Winter.

## Ehrungen
Für seine Verdienste wurde er mit dem Ritterkreuz I. Klasse des Verdienstordens vom hl. Michael sowie des persönlichen Adels durch Ludwig II. ausgezeichnet.